# 黄犬契约
黄犬契约（英文：yellow-dog contract），是来源于英美劳动法的一种熟语，意指企业雇主在雇用劳动者时，以“劳动者不得加入工会”作爲条件，与劳动者签订的契约。
黄犬契约的目的在于限制劳动者的自由结社权，并且削弱工会与企业主进行抗争和谈判的实力，侵犯了各国劳动法和宪法中规定的劳动者的基本权利，因此世界各国普遍禁止企业签订黄犬契约。以美國為例，此種簽約模式已為1932年的聯邦制定《法諾裡斯-拉瓜地亞法》（Norris-La Guardia Act）禁止。在日本，則是為《勞動組合法》第七條禁止。在台灣，則以《工會法》第三十五條第二款（「對於勞工或求職者以不加入工會或擔任工會職務為僱用條件」）禁止。
黄犬契约的语源来自英文的“Yellow-dog Contract”。由于英文中的“yellow dog”（黄狗）有卑鄙奸诈的含义，因此用来形容破坏劳动者的团结，使之屈服于企业雇主的压力的行为。

## 关联项目
- 劳动法
- 黄色工会

1. ↑  Barry Cushman, Doctrinal Synergies and Liberal Dilemmas: The Case of the Yellow-Dog Contract, 1992 Sup. Ct. Rev. 235 (1993). Available at: https://scholarship.law.nd.edu/law_faculty_scholarship/1247 （页面存档备份，存于）